# Rune Ruhnbro
Karl Oskar Rune Ruhnbro, född 26 maj 1917 i Söderhamn, död 2008 i Örebro, var en svensk radio- och tv-man. Han var far till Christina Ruhnbro
Ruhnbro, som var son till stuveriarbetare Carl Carlsson och Karin Eriksson, studerade vid Brunnsviks folkhögskola 1937–1938. Han var medarbetare i Söderhamns-Kuriren 1936–1942, Kuriren i Uddevalla 1942, i Östergötlands Folkblad i Norrköping 1942–1949, notischef på Arbetet i Malmö 1949–1957, medarbetare i Sveriges radio i Malmö 1957–1960, chef för Mellansvenska distriktet 1960–1979 och producent för radio och TV 1979–1982.
Ruhnbro var ordförande i Örebro stads teaterstyrelse 1964–1966, styrelseledamot i Medborgarhuset och Hjalmar Bergmanteatern 1966–1971, ledamot av styrelsen för Örebro läns hembygdsförbund 1970–1988, vice ordförande från 1980, styrelseledamot i stiftelsen Örebro läns museum 1977–1988, Riksförbundet för hembygdsvård 1976–1990, ledamot av arbetsutskottet 1979–1989 och ordförande i Nordiska förbundet för hembygdsarbete 1982–1991. Han var medarbetare i Svenska Turistföreningens årsskrift 1955, 1960, 1961 och 1975.